# 3559 Violaumayer
3559 Violaumayer este un asteroid din centura principală, descoperit pe 8 august 1980 de Edward Bowell.